# Луцкевич, Антон Иванович
Анто́н Ива́нович Луцке́вич (бел. Антон Іванавіч Луцкевіч; 17 [29] января 1884, Шавли, Ковенская губерния, Российская империя — 23 марта 1942, Аткарск, Саратовская область, СССР) — белорусский политик, общественный деятель, историк, публицист и литературовед, один из основателей белорусского национального движения в XX веке, брат Ивана Луцкевича.

## Происхождение

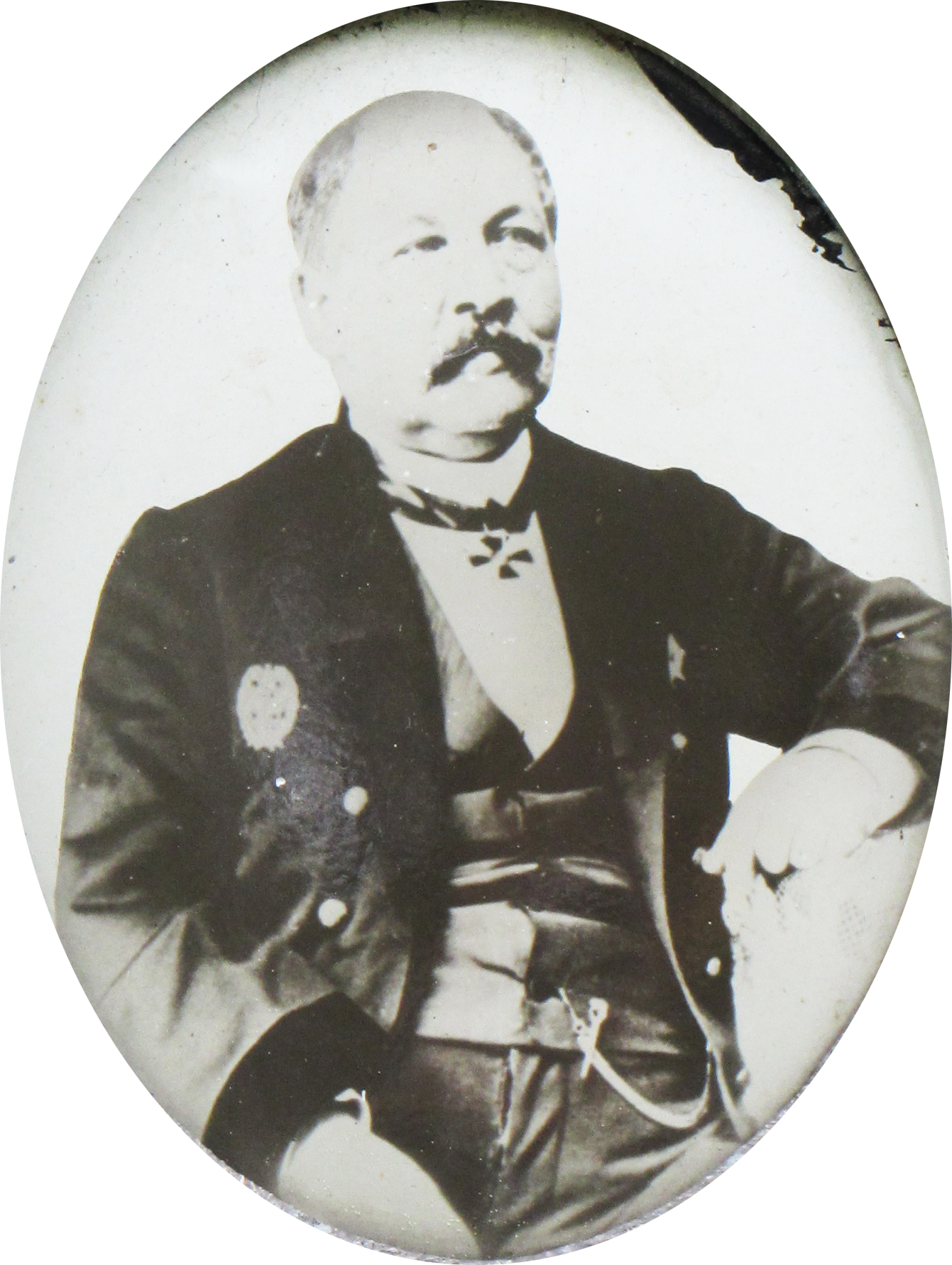
Ян Болеслав Луцкевич

Род Луцкевичей происходитит обедневшей шляхты Минской губернии с гербом «Навина», письменные источники о котором упоминают с XIV века.
Отец — Ян Болеслав Луцкевич - военный, участвовал в Крымской войне в звании капитана, за боевые заслуги при обороне Севастополя награжден крестами святого Георгия и святой Анны и двумя медалями. Был ранен на войне и демобилизован из армии. Ян Болеслав не имел никакого имущества. Известно, что в 1860-х годах он был арендатором имения Вайниловича в Тарасевичах Бобруйского уезда Минской губернии. Вероятно, в это время он познакомился с Дуниным-Марцинкевичем, с которым впоследствии имел приятельские отношения. Дунин-Марцинкевич в 1868 году посвятил Луцкевичу стихотворение на белорусском языке. Первой женой Яна Болеслава была Казимира Осецимская, у них было две дочери: Станислава (1877–1953) и Мария Алоизия (1876–1914). Казимира умерла в 1878 или 1879 году.
Мать — София Лычковская — дочь владельца небольшого фольварка Ракуцевщина близ деревни Красное. Софья отношение к усадьбе больше не имела, но получила в наследство небольшой деревянный домик на Садовой улице в Минске. Весной 1880 года вышла замуж за Яна Болеслав Луцкевича. У Яна Болеслава и Софьи было пятеро детей: Ян Герман (Иван; 1881–1919), Виктория (умерла в младенчестве;?-?), Антон (1884–1942), Эмилия (1886–1974), Стефан (Степан; 1889–1947). ). Стефан был назван в честь его дяди, Стефана Луцкевича, участника восстания 1863-1864 годов, погибшего в 1863 году.
Семья была католической, и в доме говорили по-польски. Сестры Станислава и Эмилии, выросшие в польской культуре, позже писали письма Антону исключительно на польском языке.
Иван Луцкевич так вспоминал взгляды семьи:

…семья жила воспоминаниями о наполеоновской кампании и восстаниях 1831 и 1863 годов, жила идеалами демократии со времен Французской революции и повстанческими настроениями, в ней всегда господствовало искренний демократический дух, — и этим духом проникались дети, искавшие дружбы в школе не с детьми панов, а с крестьянскими детьмиОригинальный текст (бел.)...сям’я жыла ўспамінамі аб напалеонаўскім паходзе і паўстаннях 1831 і 1863 гадоў, жыла ідэаламі дэмакратызму з часоў французскае рэвалюцыі і паўстанчаскімі настроямі, у ёй панаваў заўсёды шчыра дэмакратычны дух, — і гэтым духам былі прасякнуты дзеці, што шукалі ў школе дружбы не панічоў, a сыноў мужыцкіх

Оригинальный текст (белор.)  

## Биография
Антон Луцкевич родился в городе Шавли (ныне Шяуляй, Литва).
После окончания Минской гимназии (1902) учился на физико-математическом факультете Петербургского и юридическом факультете Дерптского (ныне Тартуского) университетов. Был одним из основателей Белорусской социалистической громады, Белорусской социал-демократической партии, участвовал в организации выпуска первых белорусских периодических изданий «Наша доля», «Наша нива» и «Гоман». С 1911 года — совладелец Вильнюсской библиотеки-читальни «Знание» Б. Даниловича, с 1914 года — её владелец.
В 1918 году: на Белорусской конференции избран председателем Виленского Белорусского совета; с 18 марта кооптирован в Совет Белорусской народной республики. Инициатор провозглашения независимости Белоруссии. С 9 октября 1918 года по 1920 год — председатель совета министров (народный секретарь), а с 11 октября — также и министр иностранных дел Белорусской народной республики. Совершил ряд официальных визитов; в Берлин, Прагу, Киев, Москву. В июне 1919 года участвовал в мирной конференции в Париже. По приглашению министра-президента Польши И. Падеревского выехал из Парижа в Варшаву, где в начале сентября 1919 года был интернирован; вернулся в Минск 1 декабря 1919 года; 28 февраля 1920 года объявил в Совете республики о сложении всех полномочий и выехал в Вильнюс. Там он возобновил издание газеты «Наша нива» (вышло 9 номеров). Последовательно отстаивал права белорусского народа на самоопределение.
С 1921 года — председатель Белорусского национального комитета в Вильнюсе. С 1921 года — председатель Белорусского научного товарищества, которое позже слилось с Обществом белорусской школы. В 1921—1939 годах был директором Белорусского музея в Вильно. Преподавал в Виленской белорусской гимназии.
В октябре 1927 года арестован польскими властями за речь «в пользу» СССР, признан судом невиновным. В 1928 году снова арестован и вновь признан невиновным, после чего отошёл от активного участия в политической жизни. В 1930 году стал одним из основателей Центрального союза культурных и хозяйственных организаций («Центросоюза»).
В 1930 году в статье «Тень Азефа» он дал резко отрицательную характеристику политике И. В. Сталина и его окружения. В этом же году польские власти запретили деятельность Белорусского издательского общества, которым управлял А. И. Луцкевич. В 1931 году он уволен с работы в Виленской белорусской гимназии. В 1933—1939 годы белорусские газеты его не печатали; он выступал преимущественно в газете «Przeglad Wileński».
Приветствовал приход советских войск в сентябре 1939 года. 24 сентября 1939 года на Лукишской площади в Вильно Луцкевич приветствовал советскую власть и заявил:

Белоруссия снова стала единой, никакие границы не поделят уже объединенных белорусских земель… Перед нами огромная работа, работа по восстановлению всего того, что годами приходило в упадок или уничтожалось польскими панами… Создание объединенной, свободной, советской Белоруссии будет определять дорогу её быстрого развития
30 сентября 1939 года был арестован в Вильно сотрудниками НКВД, переправлен в Минск и приговорён к 8 годам лишения свободы. Умер 23 марта 1942 года в пересыльном пункте Аткарска. Реабилитирован в 1989 году.
Сын — Юрий, деятель Белорусской независимой партии, сотрудничал в годы войны с гитлеровским десантным батальоном «Дальвитц». Сын Лявон — деятель белорусского национального движения.

## Научная деятельность
- Составил курсы лекций по фонетике и этимологии.
- Исследовал Статут Великого Княжества Литовского 1529 года, историю народовольцев, исследовал издания Франциска Скорины.
- Опубликовал ряд работ по истории белорусской культуры, литературы и искусства.
- Участвовал в переводе на белорусский язык Нового завета и Псалтыря.

## Память

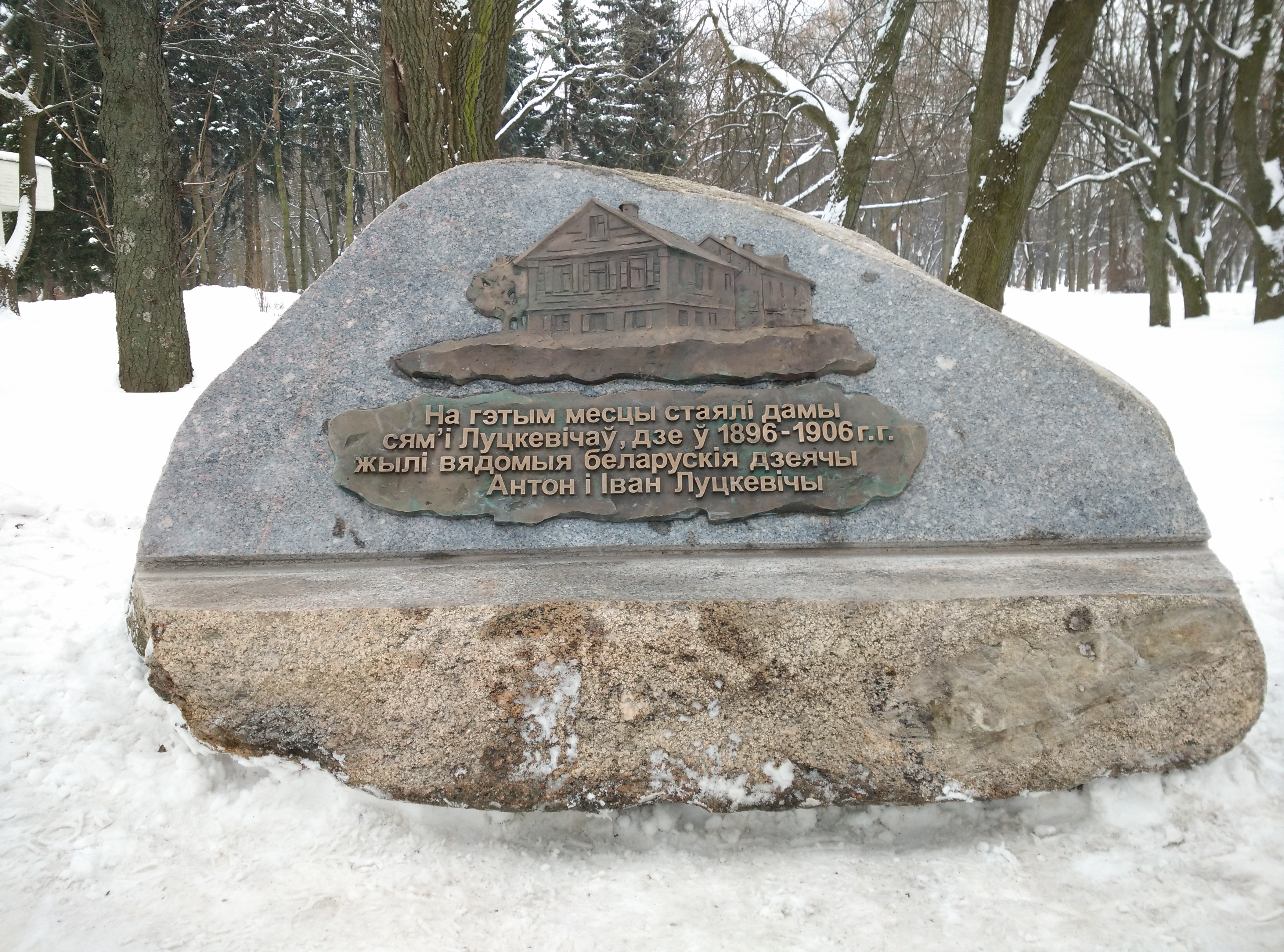
Памятный знак братьям Луцкевичам в Парке Янки Купалы

13 марта 2018 года в Минске в рамках мероприятий к 100-летию Белорусского Народной Республики был торжественно открыт памятный знак в честь братьев Антона и Ивана Луцкевичей. Памятный знак расположен на месте домов Софьи Луцкевич по бывшей Садовой улице (ныне парк имени Янки Купалы), где братья жили в 1896—1906 годах.